# Hippocrepis scabra
Hippocrepis scabra är en ärtväxtart som beskrevs av Dc. Hippocrepis scabra ingår i släktet hästskoklövrar, och familjen ärtväxter. Inga underarter finns listade i Catalogue of Life.